# Tirachoidea biceps
Tirachoidea biceps är en insektsart som först beskrevs av Ludwig Redtenbacher 1908.  Tirachoidea biceps ingår i släktet Tirachoidea och familjen Phasmatidae. Inga underarter finns listade i Catalogue of Life.